# منحن

A قطع مكافئ, مثال بسيط لمنحنى

منحنى

في الرياضيات، المنحني أو المنحنى هو كائن رياضي يتألف من مجموعة من النقاط حيث تظهر النقاط المتجاورة كخط متشوه. ويكون الخط المستقيم حالة خاصة من المنحني، حيث أن نصف قطر الانحناء يصل إلى اللانهاية.
ويمكن أن تكون المنحنيات ثنائية الأبعاد (المنحنيات في المستوي) أو ثلاثية الأبعاد (المنحنيات في الفراغ الإقليدي).
من أبسط الأمثلة على المنحنيات الدائرة.

## التاريخ

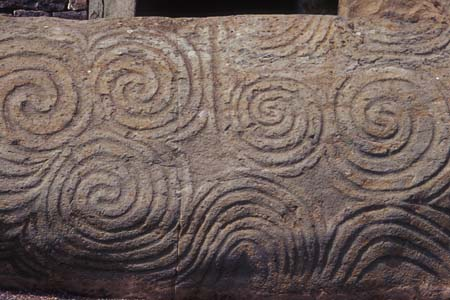
ميغاليتية from Newgrange showing an early interest in curves

## الطوبولوجيا

Boundaries of hyperbolic components of مجموعة ماندلبرو كمنحنيات مغلقة

في الطوبولوجيا، يعرف منحنى كما يلي. ليكن {\displaystyle I} مجالا من الأعداد الحقيقية (بمعنى مجموعة غير فارغة ومتصلة من {\displaystyle \mathbb {R} }). إذاً، منحنى {\displaystyle \!\,\gamma } هو تطبيق متصل {\displaystyle \,\!\gamma :I\rightarrow X} حيث {\displaystyle X} هو فضاء طوبولوجي.
المنحنى {\displaystyle \!\,\gamma } يسمى بسيطا إذا كانت صورة فترة أو دائرة بواسطة دالة مستمرة متباينة؛ بعبارة أخرى لكل {\displaystyle x}‏، {\displaystyle y} في الفترة {\displaystyle I}، فإن:
{\displaystyle \,\!\gamma (x)=\gamma (y)\implies x=y}
إذا كانت {\displaystyle I} فترة مغلقة {\displaystyle \,\![a,b]}، فإنه يسمح بأن تكون {\displaystyle \,\!\gamma (a)=\gamma (b)}. إذا كانت {\displaystyle \gamma (x)=\gamma (y)} لنقطتين {\displaystyle x\neq y} باستثناء حدود {\displaystyle I}، فإن {\displaystyle \gamma (x)} تسمى نقطة مزدوجة للمنحنى.
يسمى منحنى {\displaystyle \!\,\gamma } مغلقا إذا كان {\displaystyle \,\!I=[a,b]} و{\displaystyle \!\,\gamma (a)=\gamma (b)}.

## تقعر المنحنى
إذا كان مماس المنحنى تحت المنحنى فالتقعر لأعلى وتكون المشتقة الثانية موجبة وإذا كان مماس المنحنى فوق المنحنى فالتقعر لأسفل وتكون المشتقة الثانية سالبة.

## المنحنيات الجبرية
المنحنيات الجبرية هي منحنيات يُنظر إليها من منظار الهندسة الجبرية

## وصلات خارجية
- Famous Curves Index, School of Mathematics and Statistics, University of St Andrews, Scotland
- Mathematical curves A collection of 874 two-dimensional mathematical curves
- Gallery of Space Curves Made from Circles, includes animations by Peter Moses
- Gallery of Bishop Curves and Other Spherical Curves, includes animations by Peter Moses
- YAN Kun. Research on adaptive connection equation in discontinuous area of data curve. دُوِي:10.3969/j.issn.1004-2903.2011.01.018